# Staatsarchiv des Kantons Bern
Das Staatsarchiv des Kantons Bern sammelt, erschliesst und verwahrt das archivalische Kulturgut des Kantons Bern und sorgt für dessen Erhaltung. Es ist Aufbewahrungsort aller erhaltungswürdigen staatlichen Archivbestände und stellt diese der Öffentlichkeit zur Verfügung.

## Geschichte
Seit dem 15. Jahrhundert war das Archiv Berns in den Gewölben des Rathauses untergebracht. Die Archive unterstanden bis 1798 dem Stadtschreiber. Ab ungefähr 1650 gab es das Amt des Gewölbe-Registrators. 1713 wurde eine ständige Archivkommission eingesetzt. Die Archive der untergegangenen Stadt und Republik Bern gingen an den 1803 neu geschaffenen Kanton Bern, teilweise an den Kanton Aargau und den Kanton Waadt. Die Verwaltung des Staatsarchivs oblag bis 1891 dem jeweiligen Staatsschreiber. Der Baudirektor Robert Grimm hatte in den 1930er-Jahren die Idee eines Neubaus in der Länggasse. In den Jahren 1939/40 konnte das Archiv an den Falkenplatz verlegt werden. Der Bau wurde durch Walter von Gunten geplant und ausgeführt. In den Jahren 1984 bis 1986 erfolgte nach Plänen Magdalena Raussers am gleichen Ort ein viergeschossiger, unterirdischer Kulturgüterschutzbau.
Das Archiv des ehemaligen Fürstbistums Basel wurde 1842 von Bern nach Porrentruy verlagert und dort von Joseph Trouillat betreut. 1985 wurde eine Stiftung gegründet, die das Archiv übernahm. 

## Bestände
- Kanzleiarchiv: Altes Kanzleiarchiv, Kanzleiarchiv bis 1992, Kanzleiarchiv ab 1993
- Verwaltungsarchive: Verwaltungsarchive bis 1831, Verwaltungsarchive bis 1992, Verwaltungsarchive ab 1993, Bezirksarchive, Urschriftenarchiv
- Staatliche Sammlungen: Urkunden, Urbarien, Inselarchiv, Helvetik, Mandate und amtliche Drucke, Kirchenbücher, Pläne, Vermessungsakten, bernische Amtsdruckschriften
- Spezialarchive: Audiovisuelles Archiv, Privatarchive (Familien, Herrschaften, Firmen, Vereine, Gesellschaften, Parteien) Ortsgeschichte und Gemeinden, Denkwürdigkeiten und Quellen, Feste und Feiern, Sammlungen und Realien, Sammlung bernischer Familienwappen, Archiv der Schweizerischen Landesausstellung in Bern 1914
- Bibliothek: 40'000 Bände, 168 Zeitschriften, 250 Zeitungen (davon 30 laufende)